# Dolly de Rode
Dolly de Rode (Groningen, 1958) is een Nederlands kunstenares.

## Biografie
De Rode werd geboren in Groningen in een rooms-katholiek milieu. Tijdens haar middelbareschooltijd woonde ze in Zeeuws-Vlaanderen. Vervolgens deed ze in Groningen de vrije richting en de lerarenopleiding aan ABK Minerva. Ze exposeerde in binnen- en buitenland. Ze schildert met acryl op kleine paneeltjes en op grote formaten linnen. Volgens De Rode zelf is de natuur haar belangrijkste inspiratievorm. In het verleden schilderde ze meer werken met filosofie en godsdienst als inspiratiebron.